# Tau1 Lupi
Tau1 Lupi (9 Lupi) é uma estrela na direção da constelação de Lupus. Possui uma ascensão reta de 14h 26m 08.24s e uma declinação de −45° 13′ 17.0″. Sua magnitude aparente é igual a 4.56. Considerando sua distância de 1035 anos-luz em relação à Terra, sua magnitude absoluta é igual a −2.95. Pertence à classe espectral B2IV. É uma estrela variável β Cephei.